# 27675 Paulmaley
27675 Paulmaley este o planetă minoră (asteroid), cu un diametru de 5,089 km, din centura de asteroizi. A fost descoperită pe 2 februarie 1981 la Observatorul Kleť de Ladislav Brožek⁠(d). 
Obiectul prezintă o orbită caracterizată de o semiaxă mare de 2,3521519 UAi, o excentricitate de 0,19, o înclinație de 24,69308 ° în raport cu ecliptica.